# Satyawart Kadian
Satyawart Kadian (ur. 9 listopada 1993) – indyjski zapaśnik startujący w stylu wolnym. Dziewiąty na mistrzostwach świata w 2017. Piąty na igrzyskach azjatyckich w 2014. Srebrny medalista mistrzostw Azji w 2020 i brązowy w 2014, 2019, 2021 i 2022. Wicemistrz igrzysk Wspólnoty Narodów w 2014. Mistrz Wspólnoty Narodów w 2013 i 2016. Dziewiąty w indywidualnym Pucharze Świata w 2020. Szósty w Pucharze Świata w 2014 i siódmy w 2016. Triumfator igrzysk Azji Południowej w 2019. Trzeci na igrzyskach młodzieży w 2010 roku. 
2 kwietnia 2017 poślubił Sakszi Malik.
W roku 2017 został laureatem nagrody Arjuna Award.
Jego brat Somveer Kadian jest również zapaśnikiem